# Agency (Iowa)
Agency es una ciudad situada en el condado de Wapello, Estado de Iowa, Estados Unidos. Según el censo de 2010 tenía una población de 638 habitantes.

## Demografía
Según el censo de 2010, había 638 personas residiendo en la localidad. La densidad de población era de 379,76 hab./km². Había 306 viviendas con una densidad media de 182,14 viviendas/km². El 97,65% de los habitantes eran blancos, el 1,25% amerindios, el 0,16% de otras razas, y el 0,94% pertenecía a dos o más razas. El 2,35% de la población eran hispanos o latinos de cualquier raza.
Según el censo de 2000, de los 272 hogares, en el 23,9% había menores de 18 años, el 58,5% pertenecía a parejas casadas, el 5,9% tenía a una mujer como cabeza de familia, y el 34,2% no eran familias. El 31,6% de los hogares estaba compuesto por un único individuo, y el 17,6% pertenecía a alguien mayor de 65 años viviendo solo. El tamaño promedio de los hogares era de 2,29 personas, y el de las familias de 2,89.
La población estaba distribuida en un 22,5% de habitantes menores de 18 años, un 5,1% entre 18 y 24 años, un 26,0% de 25 a 44, un 24,3% de 45 a 64, y un 22,0% de 65 años o mayores. La media de edad era 43 años. Por cada 100 mujeres había 92,0 hombres. Por cada 100 mujeres de 18 años o más, había 84,7 hombres.
Los ingresos medios por hogar en la localidad eran de 36,912 dólares ($), y los ingresos medios por familia eran 44.306 $. Los hombres tenían unos ingresos medios de 29.107 $ frente a los 26.750 $ para las mujeres. La renta per cápita para la ciudad era de 16.896 $. El 5,3% de la población y el 2,2% de las familias estaban por debajo del umbral de pobreza. El 8,7% de los menores de 18 años y el 5,9% de los habitantes de 65 años o más vivían por debajo del umbral de pobreza.

## Geografía
Según la Oficina del Censo de los Estados Unidos, la localidad tiene un área total de 1,68 km², la totalidad de los cuales 1,68 km² corresponden a tierra firme.